# Aying
Aying er en kommune i den sydøstlige del af Landkreis München (Oberbayern), i den tyske delstat Bayern.

## Geografi
Aying ligger cirka 25 km sydøst for München centrum. Kommunen grænser til tre Landkreise Ebersberg, Miesbach og Rosenheim.

### Inddeling
Ud over Aying er der 18 landsbyer og bebyggelser:
| 1. Blindham 2. Dürrnhaar 3. Göggenhofen 4. Graß 5. Griesstätt 6. Großhelfendorf 7. Heimatshofen | 1. Kaltenbrunn 2. Kaps 3. Kleinhelfendorf 4. Kleinkarolinenfeld 5. Loibersdorf 6. Oberschops | 1. Peiß 2. Rauchenberg 3. Spielberg 4. Trautshofen 5. Unterschops |

### Nabokommuner
Aying er omgivet af de seks kommuner Brunnthal, Egmating (Kreis Ebersberg), Feldkirchen-Westerham (Kreis Rosenheim), Glonn (Kreis Ebersberg), Höhenkirchen-Siegertsbrunn og Valley (Kreis Miesbach).